# حزب المحافظين التقدمي لجزيرة الأمير إدوارد
حزب المحافظين التقدمي لجزيرة الأمير إدوارد (بالإنجليزية: Progressive Conservative Party of Prince Edward Island)‏ هو حزب سياسي كندي، أسس في 1851، يقع مقره في تشارلوت تاون.

## أعضاء بارزون
- كود سباركل
- تحديث القائمة

- جون هاميلتون غراي (سياسي)
- إدوارد بالمر
- Aubin-Edmond Arsenault
- Pat Binns
- تشارلز دالتون
- Angus MacLean
- جون الكسندر ماثيسون
- Dennis King
- ويلبر ماكدونالد
- Bob MacMillan